# Evangelische Kirche Ernsthausen (Weilmünster)

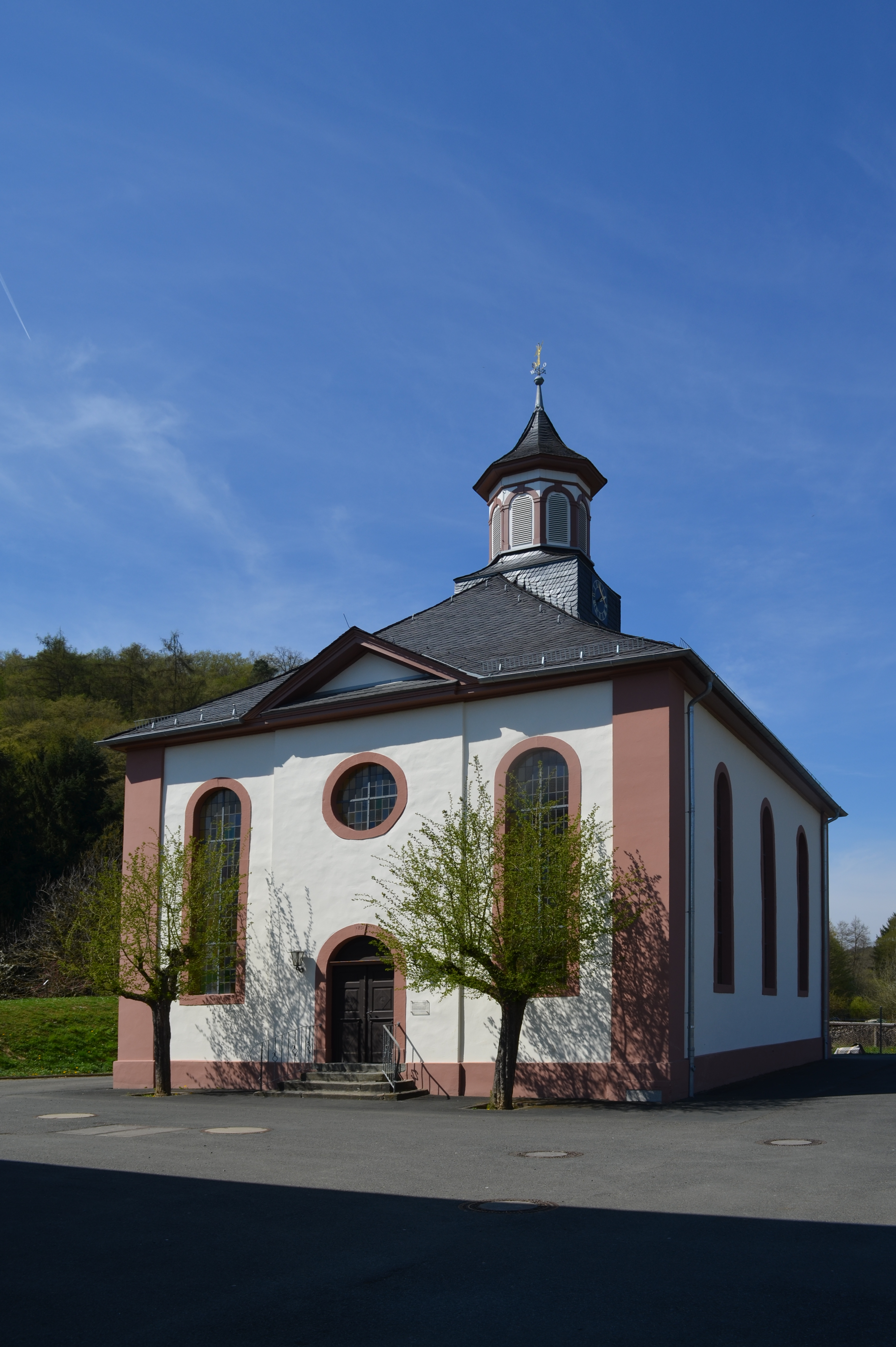
Evangelische Kirche Ernsthausen (Weilmünster)

Die Evangelische Kirche Ernsthausen (Weilmünster) ist ein denkmalgeschütztes Kirchengebäude in Ernsthausen, einem Ortsteil der Gemeinde Weilmünster im Landkreis Limburg-Weilburg (Hessen). Die Kirche gehört zur Kirchengemeinde Weilmünster II im Dekanat an der Lahn der Evangelischen Kirche in Hessen und Nassau.

## Beschreibung
Nachdem die 1766 erbaute Kirche ausgebrannt war, musste sie abgerissen werden. Im Jahre 1832 wurde die neue Kirche eingeweiht. Die quadratische Saalkirche ist mit einem Walmdach bedeckt, aus dessen Mitte sich ein quadratischer Dachreiter erhebt, auf dem eine achteckige Laterne sitzt. Sie wirkt wie ein Zentralbau. Der Bau wird durch hohe Bogenfenster, breite Lisenen an den Ecken und einen Risalit in der Fassade geprägt. 
Der Innenraum beherbergt einen Kanzelaltar. Die dreiseitigen Emporen stehen auf dorischen Säulen, die sich als Stützen für die Flachdecke fortsetzen. Die einfache Orgel hat Daniel Raßmann gebaut.